# Pol-ka Producciones
Pol-ka Producciones é uma empresa de produção de telenovelas, filmes e séries da Argentina. Fundada em 1994, sua atuação se tornou conhecida na mídia argentina por ser responsável na realização de diversos programas do Canal 13 e de diversos filmes de grande repercussão, tal como Maradona, la mano de Dios e Un novio para mi mujer, e telenovelas como Violetta e Soy Luna.

## Filmografia

### Minisséries
- Poliladron (1995-1997)
- Verdad consecuencia (1996-1998)
- Carola Casini (1997)
- R.R.D.T. (1997-1998)
- Por el nombre de Dios (1999)
- Vulnerables (1999-2000)
- El hombre (1999-2000)
- Culpables (2001)
- Durmiendo con mi jefe (2003)
- Locas de amor (2004)
- Epitafios (2004-2009)
- Sin código (2004)
- Botines (2005)
- Mujeres asesinas (2005-2008)
- Vientos de agua (2005)
- Amas de casa desesperadas (2006-2007)
- Hoy me desperté (2006)
- El hombre que volvió de la muerte (2007)
- Reparaciones (2007)
- Oportunidades (2008)
- Socias (2008-2009)
- Donne Assassine (2009)
- Tratame bien (2009)
- Revelaciones (2009)
- Para vestir santos (2010)
- Sutiles diferencias (2010)
- El puntero (2011)
- Volver al ruedo (2011)
- Condicionados (2012)
- Daños colaterales (2012)
- Tiempos compulsivos (2012-2013)
- Una vida posible (2013)
- Quererte bien (2014)
- Signos (2015)
- Dispuesto a todo (2015)
- Silencios de familia (2016)

### Telenovelas
- Gasoleros (1998-1999)
- Campeones de la vida (1999-2001)
- Primicias (2000)
- Calientes (2000)
- Ilusiones compartidas (2000-2001)
- El sodero de mi vida (2001-2002)
- 22, el loco (2001)
- Son amores (2002-2004)
- 099 Central (2002)
- Buen partido (2002)
- Soy gitano (2003-2004)
- Los pensionados (2004)
- Padre Coraje (2004)
- Los secretos de papá (2004-2005)
- Una familia especial (2005)
- Hombres de Honor (2005)
- Sin código 2 (2005-2006)
- ½ falta (2005-2006)
- Sos mi vida (2006-2007)
- Juanita, la soltera (2006)
- Son de Fierro (2007-2008)
- Mujeres de nadie (2007-2008)
- Por amor a vos (2008-2009)
- Valentino, el argentino (2008-2009)
- Valientes (2009-2010)
- Enseñame a vivir (2009)
- Alguien que me quiera (2010)
- Malparida (2010-2011)
- Herederos de una venganza (2011-2012)
- Los Únicos (2011-2012)
- Lobo (2012)
- Sos mi hombre (2012-2013)
- Solamente vos (2013-2014)
- Farsantes (2013-2014)
- Mis amigos de siempre (2013-2014)
- Guapas (2014-2015)
- Noche y Día Junto a Vos (2014-2015)
- Esperanza mía (2015-2016)
- Los ricos no piden permiso (2016)
- Soy Luna (2016-2018)

### Filmes
- Comodines (1997)
- Cohen vs. Rosi (1998)
- Alma mía (1999)
- Apariencias (2000)
- El Bonaerense (2000)
- El hijo de la novia (2001)
- Déjala correr (2001)
- El día que me amen (2003)
- Familia rodante (2004)
- Luna de Avellaneda (2004)
- La educación de las hadas (2006)
- Abrigate (2007)
- Maradona, la mano de Dios (2007)
- El niño de barro (2007)
- Un novio para mi mujer (2008)
- Igualita a mí (2010)
- Dos más dos (2012)

## Séries
- Violetta (2012-2015)
- Soy Luna (2016-2019)
- O11CE (2017-2019)